# Højs hus
Højs hus (engelsk: The Loud House) er en amerikansk animeret tv-serie skabt af Chris Savino for Nickelodeon. Serien kredser om det kaotiske hverdagsliv for en dreng ved navn Lincoln Høj, som er mellembarnet og eneste søn i en stor familie på 11 børn. Serien havde premiere i Danmark den 16. maj 2016 på Nickelodeon.

## Danske stemmer
- Helmer Solberg - Lincoln Høj
- Vika Dahlberg Hansen - Lori Høj
- Helene Wolhardt Moe - Leni Høj, Margo Roberts, Darcy Helmandollar
- Fie Drejer - Luna Høj, Liam Hunnicutt
- Tillie Emilia Bech - Luan Høj
- Iris Mealor Olsen - Lynn Høj, Sam Sharp
- Frederikke Bremerskov Kaysen - Lucy Høj
- Lykke Sand Michelsen - Lucy Høj (S2E8a-S2E25b)
- Helene Wolhardt Moe - Lucy Høj (S2E26b)
- Thea Iven Ulstrup - Lana Høj, Lily Høj, Ronnie Anne Santiago, Jordan (Season 2–4
- Josephine S. Ellefsen - Lola Høj, Stella Zhau
- Malene Tabart - Lisa Høj
- Joen Højerslev - Lynn Høj Sr., Albert (Season 1–3)
- Jesper Hagelskær Paasch - Lynn Høj Sr., Albert (Season 4 - ), Flip (Season 4)
- Emma Sehested Høeg - Rita Høj
- Nicolas Markovic - Clyde McBride (Season 1–2)
- Mathias Hartmann Niclasen - Clyde McBride (Season 2‐4)
- Jesper Voetmann - Howard McBride, Hr. Suhr
- Bjarne Antonisen - Horald McBride
- Daniel Vognstrup Jørgensen - Bobby Santiago,  Mick swagger
- Oscar Dietz - Egon Eger, Benny Stein
- Joen Højerslev, Chunk, Donnie Dufresne
- Oliver Berg, Zach

## Ekstern henvisning
- Wikimedia Commons har flere filer relateret til Højs hus
- 4859164 Højs hus på Internet Movie Database (engelsk) - rolle
- Højs hus på Internet Movie Database (engelsk)
- Højs hus på Rotten Tomatoes (engelsk)
- Højs hus på Filmaffinity (engelsk)
- Højs hus på Netflix (engelsk)
- Højs hus hos Behind The Voice Actors (engelsk)
- Højs hus hos The Movie Database (engelsk)
- Højs hus hos TV Guide (engelsk)
- Højs hus hos TheTVDB (engelsk)
- Højs hus hos TV.com (engelsk)

| Fjernsyn | Spire Denne artikel om et tv-program er en spire som bør udbygges. Du er velkommen til at hjælpe Wikipedia ved at udvide den. |

1. ↑  Navnet er anført på engelsk og stammer fra Wikidata hvor navnet endnu ikke findes på dansk.